# إمبراطورية بحر الشمال
إمبراطورية بحر الشمال أو الإمبراطورية الأنغلو-إسكندنافية مصطلحان يستخدمهما مؤرخون للإشارة إلى اتحادٍ شخصيّ بين إنغلترا والدنمارك وأحياناً النرويج في معظم الفترة ما بين عامي 1013 و 1042 في عصر الفايكنغ. كانت هذه الإمبراطورية الشمالية التي زالت بسرعة إمبراطوريةً بحرية، أجزاؤها مرتبطة ومعتمدة على البحر.
كان سوين فوركبيرد أول ملكٍ وحّدَ جميع الممالك الثلاث، عندما احتل إنغلترا في 1013، وكان ملك الدنمارك منذ سنة 986 وملك النرويج منذ سنة 1000. توفيَ في السنة التي تلت سنة احتلاله إنغلترا وانقسمت مملكته. حازَ ابنه كنوت العظيم على إنغلترا في سنة 1016، وعلى الدنمارك عام 1018، وعلى النرويج عام 1028. تُوفي سنة 1035 وانقسمت مملكته مرةً أخرى؛ لكن خليفته في الدنمارك هارديكانوت ورِثَ إنغلترا عام 1040 وحكمها حتى وفاته. عندما حكم كنوت العظيم الممالكَ الثلاث (1028–1035) في أوج قوته، كان أقوى حاكمٍ في أوروبا الغربية بعد الإمبراطور الرومانيّ المقدس.

## تشكيل الدولة

### إنجلترا
كنوت الابن الأصغر سوين فوركبيرد. عندما ماتَ أبوه في 3 شباط 1014 أثناء اقتحام إنغلترا، كنوت الذي تُركَ في قيادة الأسطول في نهر الترينت هلل الدنماركيون له، في حين أن سوين كان في جنوب إنغلترا. رغم أن الإقتحام فشل، لم يكن رجال مملكة ليندسي - الذين وعدوا بتوفير خيول لغارةٍ تكتيكية - مستعدين قبل أن أعاد النبلاءُ الإنغليز تنصيب الملك إثيلريد، الذي أُرسلَ سابقاً إلى المنفى، بعد إجباره أن يحكم بصرامةٍ أقل.
أصبحَ هارالد الثاني أخ كنوت ملكَ الدنمارك؛ لكن بمساعدة من إريك هوكونسون النرويجي، شنَّ كنوت حملةً بحرية بنفسه وعادَ إلى إنغلترا في صيف 1015. تقسّم الإنغليز بمؤامرة من الملك وابنه ونبلاءٍ آخرين، في غضون 4 أشهر أعلنَ أحد أبناء إثيلريد ولاءَهُ لكنوت وسيطر على وسكس، القلبُ التاريخي للملكة. تُوفي إثيلريد في 23 نيسان 1016 قبل خوض المعركة الحاسمة من أجل لندن. اختارَ اللندنيون إدموند مليكاً لهم، في حين أن معظم النبلاء التقوا في ساوثهامبتون وأقسموا الولاء لكنوت. حاصرَ كنوت لندن؛ لكنه اضطر لفك الحصار ليتزود بالمؤن، وهُزم على يد إدموند في معركة أُتفورد، ورغم أنه لاحقَ الدنماركيين بما أنهم أغاروا على إسكس، إلا أنه هُزم في معركة آساندُن. عقدَ إدموند مع كنوت إتفاقاً، احتفظَ بموجبه بوسكس ويحكم كنوت كل إنغلترا شمال نهر التايمز. لكن إدموند توفيَ في 30 أيلول 1016، تاركاً كنوت مَلِكَ إنغلترا.
رسّخ سلطته في صيف 1017 من زواجه بإيما أرملة إثيلريد، رغم أنه تزوج سابقاً امرأةً إنغليزية نبيلة، إلفغيفو من نورثامبتون. في عام 1018، حمّل أسطوله بالمال - خصوصاً من سكان لندن - وحصل على الاعتراف الكامل لملكه على إنغلترا.

### الدنمارك

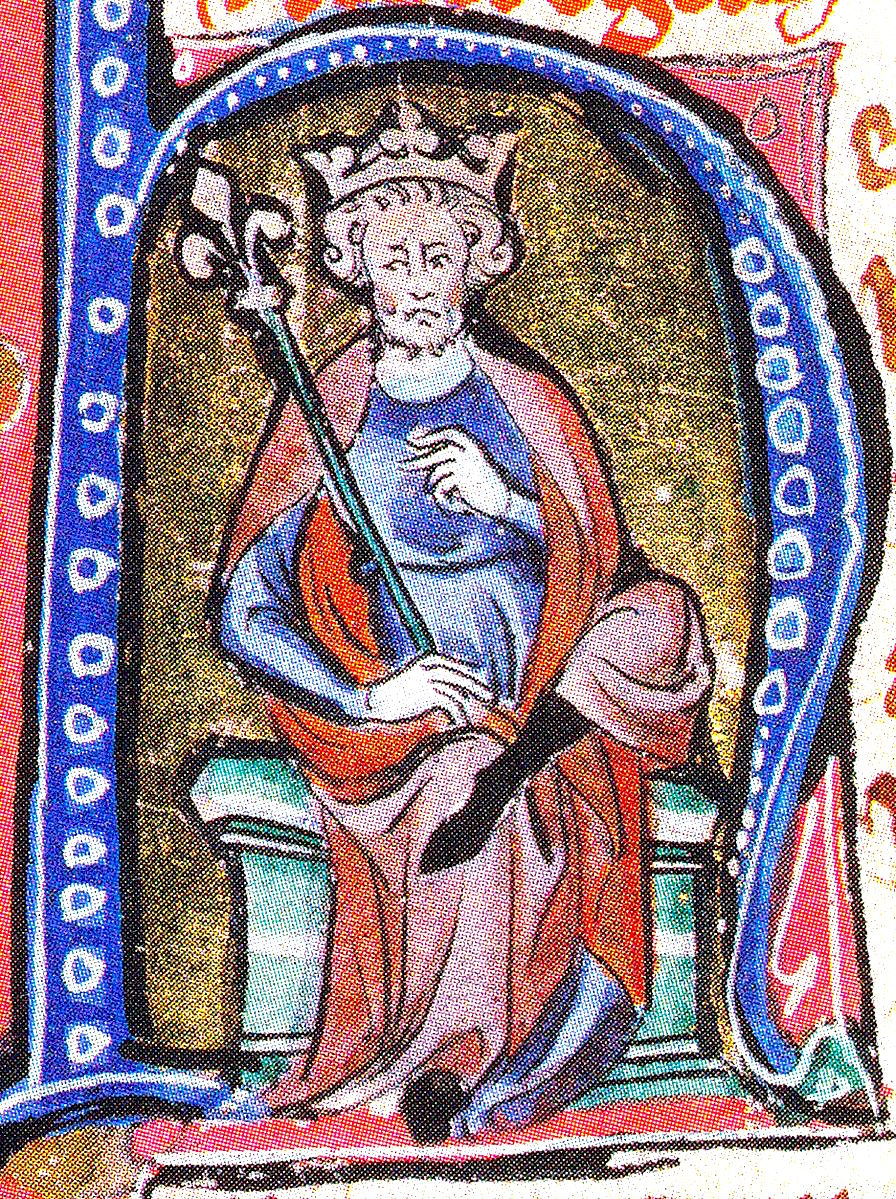
كنوت العظيم

توفيَ الملك هارالد بلا عقب في سنة 1018 أو 1019، تاركاً البلاد بلا ملك. كان كنوت وليَ عهد أخيه وذهبَ إلى الدنمارك في عام 1019 للمطالبة بها. بينما كان في الدنمارك، أرسلَ خطاباً إلى رعاياه في إنغلترا قالَ فيه أنه مسافر ليتجنب «خطراً» غير محدد، وعادَ فقط لقمع التمرددات في مهدها. تذكرُ إحدى السرديات الإخبارية الدنماركية أن الدنماركيين خلعوا هارالد سابقاً لصالح كنوت، ثم أعادوا هارالد بسبب غيابات كنوت المتكررة، إلا أن أصبح كنوت ملكاً في نهاية المطاف بعد وفاة أخيه.
رأى ملكُ السويد أنوند يعقوب وملكُ النرويج أولاف الثاني المملكةَ الأنغلو-دنماركية تهديداً، فاستغلا وجود كنوت في إنغلترا لمهاجمة الدنمارك في سنة 1025 أو 1026، واشترك معهما وصي عرش كنوت في الدنمارك أولف يارل، وأخيه أيضاً. استولى كنوت على أسطول أولاف على حين غرة ونقل المعركة إلى الأسطول السويدي في معركة نهر هيلغه. نتائج المعركة بدقة محل خلاف؛ لكن كنوت خرج بشكلٍ أفضل، وهرب أولاف وأُبعد الخطر عن الدنمارك.
في عام 1027، سافرَ كنوت إلى روما، لكيفر عن ذنبه بقتل يارل أولف في عيد الميلاد المجيد السابق، ولحضور تتويج كونراد الثاني إمبراطوراً رومانياً مقدساً وإظهار أهميته حاكماً. حصل على إعفاء من الرسوم المفروضة على الحجاج الذين يسافرون إلى روما من شمال أوروبا، ومن الرسوم البابوية على المطارنة الإنغليز الحاصلين على الباليوم (صدرية دينية)، وبدأ أيضاً بعلاقاتٍ مع كونراد أدت إلى زواج هنري ابن الإمبراطور وغونهيلدا بنت كنوت، قبل ذلك، تنازل الإمبراطور للدنمارك عن شلسفيغ وعن قطاعٍ من الأراضي الدنماركية التاريخية بين هيديبي وإيدر التي كان قد احتلها الألمان لتكون منطقةَ عازلة في وجه الدنماركيين.

### النرويج
وسعَ أولاف الثاني سلطته عبر النرويج، بينما كان اليارلُ إريك مع كنوت في إنغلترا. ترجع عدواته تجاه كنوت إلى الماضي: كان إثيلريد عائداً إلى إنغلترا في أسطولٍ زوده أولاف. في سنة 1024، عرض كنوت على أولاف أن يدعه يحكم النرويج على أن يكون تابعاً له؛ لكن بعد نهر هيلغه، بدأ كنوت تقويض حكم أولاف الذي لم يكن يحظى بشعبية من خلال الرشوة، وفي سنة 1028 انطلق مع 50 سفينة لإخضاع النرويج. إنضمت إليه مجموعةُ سفنٍ كبيرةٌ، وانسحب أولاف إلى خليج أوسلو، بينما أبحر كنوت على طول الساحل، أرسى سفنه في أماكن مختلفة وتلقى أيمان الولاء من شيوخ القبائل المحليين. في نهاية المطاف، في نيداروس (تروندهايم الآن)، أُعلن ملكاً في إيراثينغ (Eyrathing)، وخلال شهورٍ قليلة فرّ أولاف إلى السويد.
في سنة 1030، حاولَ أولاف العودة؛ لكن الشعب في منطقة ترودنهايم لم يرغب بعودته، ثم هُزم وقُتل في معركة ستيكلستاد.

### أجزاء من السويد
عقب معركة هيلغه، حكم كنوت «جزءًا من السويد» بالإضافة إلى إنجلترا والدنمارك والنرويج. أمر بسك عملات معدنية في عاصمته، سيغتونا، أو في لوند التي كانت جزءًا من الدنمارك حينها، ونُقش على تلك العملات CNVT REX SW (كنوت ملك السويديين). اقتُرح سك العملات بيوتالاند الغربية أو بليكنغه. توجد معظم الشواهد القائمة الرونية الإنجليزية في أوبلاند. كانت معظمها إما للحاكم أو لخلاف في الحكم، فلم يُضطر كنوت إلى التواجد في السويد لسك العملات المعدنية، وسُكت العملات لتأكّد وتدعم حكمه لآيرلندا، بينما يحيط الغموض بتلك المرحلة المبكرة من التاريخ السويدي.

### مناطق فرعية تابعة
بالإضافة إلى جزء من السويد، الذي ادعى كنوت –أو الشخص الذي كتب مقدمة رسالته– أنه ملكٌ عليه، تلقى كنوت إتاوة من فيندس وتحالف مع البولنديين، وفي عام 1022، قاد أسطولًا بصحبة غودوين وأولف يارل وتوجهوا شرقًا نحو البلطيق لتأكيد سيادة كنوت على المناطق الساحلية التي هيمن عليها الملوك الدنماركيون منذ أيام حصن يومسبورغ.
بعد عودة كنوت من روما، قاد على الفور جيشًا نحو اسكتلندا وجعل من مالكوم الثاني ملك اسكتلندا تابعًا له، بالإضافة إلى ملكين آخرين، أحدهما إشماركاش ماك راغنيل، الملك البحري الذي حكم أراضٍ من بينها غالواي وجزيرة مان، والذي أصبح ملك دبلن عام 1036. دفع جميع هؤلاء، وسكان ويلز على الأرجح أيضًا، إتاوة لكنوت على شاكلة نموذج الدينغيلد الذي فرضه إثيلريد على الدنماركيين، وبهذا أكد كنوت هيمنته على الممالك الكلتية التي اضطر الملوك الإنجليز لاحقًا إلى إسقاطها، بالإضافة إلى معاقبة كلِّ مَن ساند أولاف ضد كنوت. هناك مقطع من قصيدة شعرية آيسلندية بعنوان «ووتار الأسود» تطلق على كنوت لقب «ملك الدنماركيين والآيرلنديين والإنجليز وسكان الجزيرة»، وعلى الأرجح أن القصيدة لم تذكر النرويج لأن كنوت لم يحكمها آنذاك.

## الديانة
بحلول القرن الحادي عشر، كانت إنجلترا مسيحية لقرون من الزمن، بينما كان الدينلاغ Danelagh –وهو الاسم التاريخي الذي يُطلق على جزء من إنجلترا خضع للقوانين الدنماركية– في مرحلة انتقالية من الوثنية إلى المسيحية، لكن الوثنية بقيت سائدة في الدول الاسكندنافية آنذاك. كان سفين، والد كنوت، وثنيًا، لكنه تحوّل إلى المسيحية لاحقًا. في إنجلترا، واظب كنوت على ترويج مصالح الكنيسة، وهذا ما أدى إلى جعله مقبولًا بنظر حكام أوروبا المسيحيين إلى مستوى لم يصل إليه أي ملك اسكندنافي سابق. في النرويج، بنى كنوت الكنائس وكان محترمًا وكريمًا مع الإكليروس، لكنه تحالف أيضًا مع الزعماء الوثنيين، وعلى عكس أولاف، لم يصدر قوانينًا تصب في مصلحة الكنيسة حتى استطاع تمكين حكمه.

## الحكم
في أوائل العام 1017، قسّم كنوت إنجلترا إلى 4 إرليّات على شاكلة النموذج الاسكندنافي، والسبب على الأرجح أنه أصبح ملكًا وفقًا لحق الاحتلال وليس بطرقٍ أكثر طبيعية. حكم كنوت وسيكس بشكل مباشر، وأصبح ثوركل الطويل إيرل أنغليا الشرقية، واحتفظ إريك هوكنسون بنورثمبريا التي منحه كنوت إياها سابقًا، بينما أصبح يدريك ستريونا إيرل مرسيا. كان الأخير مذمومًا وأُعدم خلال عام. في عام 1018، أعاد كنوت إحياء إيرليتين على الأقل في وسيكس، وفي اجتماع في أوكسفورد، وافق أتباعه وممثلوا الإنجليز على السماح له بالحكم وفقًا لقوانين الملك إدغار.
يشير المؤرخ الأنجلو ساكسوني فرانك ستينتون أن الحوليات الأنجلو ساكسونية لم تحوِ الكثير من المعلومات حول عهد كنوت باستثناء ذكرها رحلاتَه الخارجية المتكررة، ما يشير إلى حكمه القوي في إنجلترا. شغل ثوركِل منصب وريث العرش خلال غياب كنوت، حتى وقع خلاف بينهما وتحوّل ثوركل إلى خارج عن القانون عام 1021. بناءً على أحكام الصلح الذي جرى بينهما في الدنمارك عام 1023، والذي اقتضى تبادل أولادهما من أجل القرابة بالرضاعة واستلام ثوركل منصب وريث العرش في الدنمارك، يتضح لنا أن ثوركل حاز على تلك المكاسب باستخدام جيش مسلح.
على أي حال، كان الإيرل الآخر لكنوت، والمعروف باسم سيغورد، مسؤولًا عن حماية منطقته التي يحكمها، نورثمبريا، عبر توطيد السلطة الإنجليزية في اسكوتلندا، وعند وفاته عام 1055، كان سيغورد –وليس الملك– حاكم كل الأراضي التي استولت عليها مملكة ستراثكلايد سابقًا في القرن الماضي.
كان لدى الدنماركيين أسباب إضافية وراء استيائهم من غيابات كنوت المتكررة مقارنة بالإنجليز، فأدار كنوت حكمه مباشرة من إنجلترا، بينما ترك أوصياء العرش في الدنمارك. استبدل كنوت مستشاره الرئيس ثوركل في إنجلترا بغودوين، وهو رجل إنجليزي جعله كنوت إيرل وسيكس، وخلال الأعوام الثلاثة التي تصالح فيها كنوت مع ثوركل، جعل من الإيرل أولف وريث العرش في الدنمارك، والأخير هو زوج شقيقة كنوت، كما جعله كنوت أيضًا وصيًا على ابنه هارديكانوت من زوجته إيما. لم يكن أولف وفيًا، فتآمر في البداية ضد كنوت بالاشتراك مع ملكي السويد والنرويج، ثم حاول التلاعب بالسلطة عبر دفع النبلاء للقسم بالولاء لهارثاكنوت (بالتالي يقسمون بالولاء له شخصيًا باعتباره وصيًا على ابن الملك). عاد كنوت إلى الدنمارك في عشية عيد الميلاد عام 1026، وطلب من حرسه الشخصي قتل أولف، فوقعت الحادثة في كنيسة الثالوث في روسكلايد. بحلول وفاة كنوت، استبدل الأخير الدائرة الاسكندنافية الضيقة المسؤولة عن نصح الملك بالرجال الإنجليز.
أقام كنوت في النرويج حتى حلول السنة الجديدة، وترك منصب الوصي على العرش لهاكون، ابن الإيرل يريك، لكنه غرق في الشتاء التالي. لذا أرسل كنوت ابنه سفين، وهو الابن الأصغر من زوجته آيلفغيفو، فأصبح يُعرف في النرويج باسم سفين ألفيفوسون –كانت أمه الوصية عليه. تأخر الابن ووالدته في الوصول عندما كانا في جنوب النرويج، بينما رُفضت عودة أولاف، وأصبح ذا شعبية أقل من السابق. حاولت آيلفغيفو فرض ضرائب جديدة وسيطرة مشددة على الناس الذين يقدسون استقلالهم، ويكرهون بشدة القوانين والتقاليد الجديدة لأنها دنماركية.
حضّر كنوت عملية تسليم الدنمارك لواحدٍ من أولاده، فعندما استلم السلطة في النرويج، شيّد بلاطًا ضخمًا في نيداروس ونصّب ابنه هارديكانوت، من زوجته إيما، ملكًا على الدنمارك. وفْق ستينتون، عيّن كنوت أبناءه ورثة للعرش في دولٍ مختلفة، فأظهر عدم امتلاكه «نية متعمدة لتأسيس إمبراطورية شمالية... والتي بقيت موحدة بعد وفاته». قد يعود السبب لعادات وتقاليد الشعوب التي حكمها، ففي أي مناسبة، كان من الواضح خلال عهد كنوت أن ضعف إمبراطوريته يكمن في استحالة عثوره على أوصياء أوفياء وجديرين بحكم المناطق التي سيطر عليها عندما يكون غائبًا عنها. ولم يستطع أولاده فرض سلطتهم على تلك المناطق.

## بعد وفاة كنوت
انهارت إمبراطورية بحر الشمال فوريًا عقب وفاة كنوت عام 1035. في النرويج، كانت الإمبراطورية منهارة من الأساس، وبحلول شتاء عام 1033، كان كل من سفين وآيلفغيفو مكروهين بشدة لدرجة أنهما اضطرا إلى مغادرة تروندهايم. في عام 1034، اجتمع قائد الجيش الذي طرد وقتل الملك أولاف مع واحدٍ من أتباع الملك الأوفياء لإعادة ابنه الأصغر ماغنوس من غارداريكي وتنصيبه ملكًا، وفي خريف عام 1035، أي بعد أسابيع قليلة من وفاة كنوت، اضطر سفين ووالدته إلى الهرب من البلاد كليًا والتوجه نحو الدنمارك. توفي سفين بعد فترة قصيرة.
في الدنمارك، كان هارثاكنوت يحكم بصفته ملكًا، لكنه لم يتمكن من مغادرة البلاد لـ 3 سنوات بسبب الخطر الذي مثلّه ماغنوس ملك النرويج واحتمال تعرض البلاد للغزو الانتقامي.